# New Hampton (hrabstwo Belknap)
New Hampton – jednostka osadnicza w Stanach Zjednoczonych, w stanie New Hampshire, w hrabstwie Belknap.